# 瓦尔什布龙
瓦尔什布龙（法語：Walschbronn，法語發音：[valʃbʁɔn]）是法国摩泽尔省的一个市镇，位于该省东部，和德国接壤，属于萨尔格米讷区。

## 地理
瓦尔什布龙（49°8'55"N, 7°28'52"E）面积10.11 平方千米，位于法国大東部大區摩泽尔省，该省份为法国东北部内陆省份，是洛林的一部分，西南接默尔特-摩泽尔省，东临下莱茵省，北与卢森堡和德国接壤。
与瓦尔什布龙接壤的市镇（或旧市镇、城区）包括：布赖登巴赫、利德希特、罗尔班、什韦恩、瓦尔杜斯。
瓦尔什布龙的时区为UTC+01:00、UTC+02:00（夏令时）。

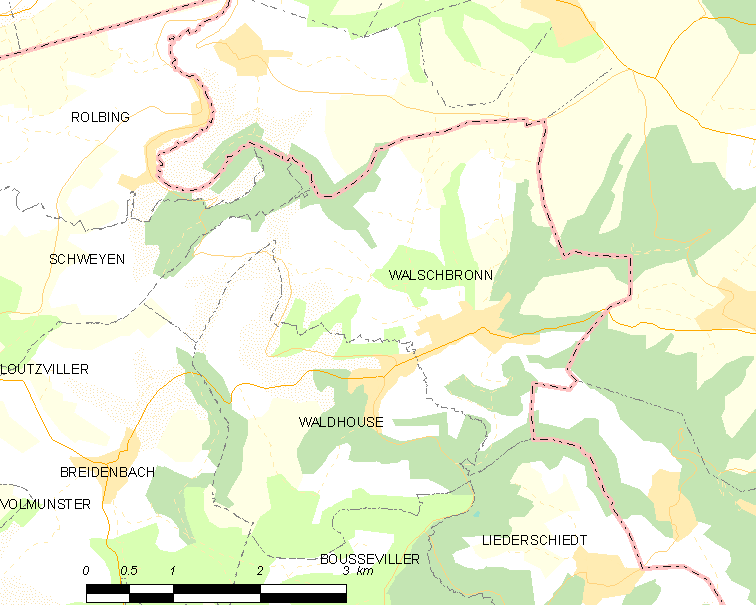
瓦尔什布龙的OSM定位图

## 行政
瓦尔什布龙的邮政编码为57720，INSEE市镇编码为57741。

## 政治
瓦尔什布龙所属的省级选区为比奇县。

## 人口

1962-2008年间瓦尔什布龙人口变化图示

瓦尔什布龙于2022年1月1日时的人口数量为392人。